# Miha Mevlja
Miha Mevlja (1990. június 12. –) szlovén labdarúgó, középpályás. Ikertestvére, Nejc Mevlja szintén labdarúgó.

## Pályafutása
2016. június 5-én mutatkozott be a szlovén válogatottban a Törökország elleni találkozón Ljubljanában. Első gólját 2016. november 14-én szerezte a Lengyelország elleni 1–1-es döntetlennel zárult barátságos mérkőzésen.